# Шавес-Пейшоту, Марилия
Марилия Шавес-Пейшоту (порт. Marília Chaves Peixoto; 24 февраля 1921 — 5 января 1961) — бразильский математик и инженер, работавшая в области динамических систем. Первая в Бразилии женщина, ставшая членом Бразильской академии наук и получившая докторскую степень по математике.

## Биография
Марилия Магальяйнс Шавес родилась 24 февраля 1921 года в Сантана-ду-Ливраменту, и позже переехала в Рио-де-Жанейро. В 1939 Шавес начала обучение в Национальной школе Инженерии (Escola Nacional de Engenharia), работая наряду с математиками Леопольдо Нахбином и Маурисиу Пейшоту (в будущем — её мужем).
У Пейшоту было двое детей с Маурисиу — Марта и Рикарду.

## Научная деятельность
Марилия Шавес-Пейшоту окончила Университет Бразилии с дипломом инженера в 1943, где заодно изучала математику и являлась наблюдателем для факультета философии. В 1948 она получила степень доктора философии по математике и стала преподавателем в Политехнической школе Университета. В 1949 Пейшоту опубликовала статью «О неравенствах {\displaystyle y''\geq G(x,y,y',y'')}» ("On the inequalities {\displaystyle y''\geq G(x,y,y',y'')}) в ежегодном издании Федерального университета.
За её работу над выпуклыми функциями, Марилии Шавес-Пейшоту было присвоено звание ассоциированного члена Бразильской академии наук 12 июня 1961 года. Она стала первой женщиной из Бразилии, присоединившейся к организации, и второй женщиной после Марии Склодовской-Кюри — иностранного члена академии.
Марилия вышла замуж за Маурисиу Пейшоту в 1946 году. Вдвоем они работали над статьёй «Structural stability in the plane with enlarged boundary conditions» (с англ. — «Структурная устойчивость в измерении с условиями расширенных границ»), которая вместе с другими трудами заложила основу для Теоремы Пейшоту и представляла доказательство структурно устойчивых систем Андронова и Понтрягина.